# تپه اطراف شهر سوخته ۲۹۲
تپه اطراف شهر سوخته شماره ۲۹۲ مربوط به هزاره سوم قبل از میلاد است و در شهرستان زابل، بخش شیب آب، دهستان لوتک، روستای حومه شهر سوخته، ۱۶ کیلومتری جنوب پایگاه باستان‌شناسی شهر سوخته واقع شده و این اثر در تاریخ ۲۳ بهمن ۱۳۸۵ با شمارهٔ ثبت ۱۷۳۰۴ به‌عنوان یکی از آثار ملی ایران به ثبت رسیده است.